# Yukarıçiğil, Ilgın
Yukarıçiğil là một thị trấn thuộc huyện Ilgın, tỉnh Konya, Thổ Nhĩ Kỳ. Dân số thời điểm năm 2011 là 2.869 người.